# Le vent se lève (film, 1959)
Pour les articles homonymes, voir Le vent se lève.
Pour plus de détails, voir Fiche technique et Distribution.
Le vent se lève (titre italien Il vento si alza) est un film franco-italien réalisé par Yves Ciampi et sorti en 1959.

## Synopsis
Les jeunes Catherine et Michel Mougins, enfants héritiers de la compagnie de navigation de leurs parents, à force de dépenser sans compter leur argent en fêtes coûteuses, se trouvent bientôt acculés financièrement. Ils proposent alors à Éric Muller, ex-capitaine de marine marchande et séduisant amant quadragénaire de Catherine, de monter une arnaque : simuler le naufrage d'un vieux cargo et la perte de sa cargaison fictive afin de toucher l'assurance. D'abord réticent, Éric, très épris de Catherine, finit par accepter.

## Fiche technique
- Titre original : Le vent se lève
- Titre italien : Il vento si alza
- Réalisation :	Yves Ciampi
- Assistants-réalisation : Bernard Deflandre, Jean Dewever, Yves Boisset
- Scénario : Jean-Charles Tacchella
- Adaptation : Yves Ciampi, Henri-François Rey
- Dialogues : Jacques-Laurent Bost
- Décors : Roger Briaucourt
- Costumes : Tanine Autré, Pierre Balmain, Yvette Bonnay, Jeannine Germes-Vergne
- Maquillages : Alexandre Marcus
- Photographie : Armand Thirard
- Cadrage : Louis Née
- Son : Robert Teisseire
- Montage : Georges Alépée
- Musique : Henri Crolla, André Hodeir
- Producteurs : Jacques Bar, Raymond Froment
- Directeur de production : Julien Rivière
- Sociétés de production : Groupe des Quatre (France), Terra Film (France), Dama Cinematografica (Italie)
- Sociétés de distribution : Les Films Corona (distributeur d'origine France), Connaissance du Cinéma (France), Tamasa Distribution (France)
- Pays d'origine :  France,  Italie
- Langue originale : français
- Format : 35 mm — noir et blanc — 1.37:1 — son monophonique
- Genre : film d'aventure
- Durée : 94 minutes
- Dates de sortie :
  - France : 20 janvier 1959
  - États-Unis : 23 avril 1961
- (fr) Classification CNC : tous publics (visa d'exploitation no 20482 délivré le 6 janvier 1959)
- Affiche : Jean Mascii (France)

## Distribution
- Curd Jürgens : Éric Muller
- Mylène Demongeot : Catherine Mougins
- Alain Saury : Michel Mougins
- Daniel Sorano : Mathias
- Raymond Loyer : Laurent
- Pierre Collet : Guénin
- Guy Dakar : Verdier
- André Dalibert : Carminati
- Jean Daurand : Le soutier
- Gabriel Gobin : Aubriant
- Jess Hahn : Chewing-Gum
- Jean-Jacques Lecot : Mercier
- Henri Maïk : Domec
- Paul Mercey : Audiard
- Jean Murat : Giraud
- Pierre Paulet : Dumont
- Robert Porte : Marceau
- Claire Guibert
- Clara Gansard
- Guy Jacquet
- Patricia Karim

## Tournage
- Année de prises de vue : 1958
- Extérieurs : Hambourg (Allemagne)

## Autour du film
- Mylène Demongeot[1] : « Le film, réalisé par Yves Ciampi, se tournera à Paris, en studio, et à Hambourg. Partenaire : Curd Jürgens. J'ai des scènes où je dois l'embrasser, ça m'ennuie… Je le trouve trop vieux (il doit avoir royalement quarante-cinq ans à l'époque…)[2]. […] C'est dans ce film, toujours avec Armand Thirard à la photo et son fidèle Louis Née — je crois que je les ai imposés —, que je commence à lutter contre cette sophistication qu'on m'impose et dont j'ai horreur — être toujours impeccable, sortir du lit, le matin au réveil, avec pas un cheveu qui dépasse. Un maquillage parfait. Robes de grands couturiers, manteau blanc de star pour ce qui est censé être une simple gosse de riche… Tout ça sonne tellement faux pour moi. Je me bagarre, je tente de me rebeller, vainement, je dois le dire. Et ça m'accable. […]
Yves Ciampi, notre réalisateur, est un homme très gentil, fou amoureux de sa femme, la belle star japonaise Keiko Kishi. […] En tant que metteur en scène, il est exactement le contraire de Otto Preminger. À chaque projection des rushes, il en sort extasié. Que c'est beau ! Que c'est bien ! Vous êtes merveilleux ! Quels acteurs ! J'en reste perplexe… Je découvrirai, et pas qu'une fois, qu'on peut avoir des rushes superbes et, à l'arrivée, un mauvais film… les rushes ne veulent rien dire. […] Aujourd'hui, je connais l’importance du montage. »